# Michel Merle

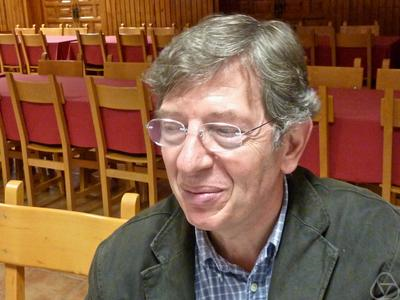
Michel Merle, 2010

Michel Merle (* 3. Juli 1949) ist ein französischer Mathematiker, der sich mit algebraischer Geometrie und Singularitäten befasst.
Merle studierte ab 1969 an der École polytechnique und wurde 1974 bei Bernard Teissier an der Universität Paris VII (Denis Diderot) promoviert (Sur les invariants polaires des courbes planes). In seiner Dissertation gab er eine Formel für die Invarianten polarer Kurven. Er war Professor an der Universität Nizza (Sophia-Antipolis).
Er befasst sich auch mit Mathematikpädagogik und war Mitglied einer Kommission unter Jean-Pierre Kahane über das Mathematik-Curriculum an Schulen, deren Bericht 2002 erschien. Merle war Vizepräsident der Société Mathématique de France, zuständig für Unterricht.

## Schriften
- mit Joël Briançon, Philippe Maisonobe Localisation de systèmes différentiels, stratifications de Whitney et condition de Thom, Invent. Math.,  Band 117, 1994, 531–550, Online
- Invariants polaires des courbes planes, Inv. Math., 41, 1977, 103–111, Online
- mit Jean-Pierre Henry, Claude Sabbah: Sur la condition de Thom stricte pour un morphisme analytique complexe, Annales scientifiques de l’École Normale Supérieure, Sér. 4, Band 17, 1984, S. 227–268
- Variétés polaires, stratifications de Whitney et classes de Chern des espaces analytiques complexes, d’apres Le-Teissier. Séminaire Bourbaki, Nr. 600, 1982–1983, numdam